# Romegoux
Romegoux ist eine westfranzösische Gemeinde mit 623 Einwohnern (Stand 1. Januar 2022) im Département Charente-Maritime in der Region Nouvelle-Aquitaine. Die Bewohner werden Romegousiens und Romegousiennes genannt.

## Lage
Romegoux liegt in einer Höhe von etwa 20 Metern ü. d. M. in der historischen Kulturlandschaft der Saintonge etwa 24 Kilometer (Fahrtstrecke) nordwestlich von Saintes bzw. 20 Kilometer südöstlich von Rochefort.

## Bevölkerungsentwicklung
| Jahr      | 1962 | 1968 | 1975 | 1982 | 1990 | 1999 | 2006 | 2016 |
| Einwohner | 492  | 496  | 464  | 440  | 493  | 515  | 600  | 614  |

Im 19. Jahrhundert hatte der Ort stets zwischen 600 und 760 Einwohner. Die Reblauskrise und die Mechanisierung der Landwirtschaft führten zu einem Bevölkerungsrückgang, der in den letzten Jahrzehnten wegen der Nähe zu den Großstädten Saintes und Rochefort und den vergleichsweise niedrigen Mieten und Grundstückspreisen in Romegoux gestoppt werden konnte.

## Wirtschaft
Über Jahrhunderte spielte die Landwirtschaft zum Zweck der Selbstversorgung der Bevölkerung die größte Rolle im Wirtschaftsleben der Gemeinde. Doch wurde in Gegend schon seit der Römerzeit auch Wein angebaut, der seit der frühen Neuzeit destilliert und nach Nordeuropa (v. a. nach England) exportiert wurde. Romegoux gehört zu den Bois ordinaires et communs des Weinbaugebietes Cognac, doch werden die meisten Trauben wegen Absatzproblemen bei Cognac-Weinbränden zu Wein und Pineau des Charentes verarbeitet.

## Geschichte
Zur Geschichte des Ortes sind nur wenige Informationen verfügbar. Zwei Fundstätten aus gallorömischer Zeit (davon eine unter der Kirche) lassen auf eine lange Besiedlungszeit schließen.

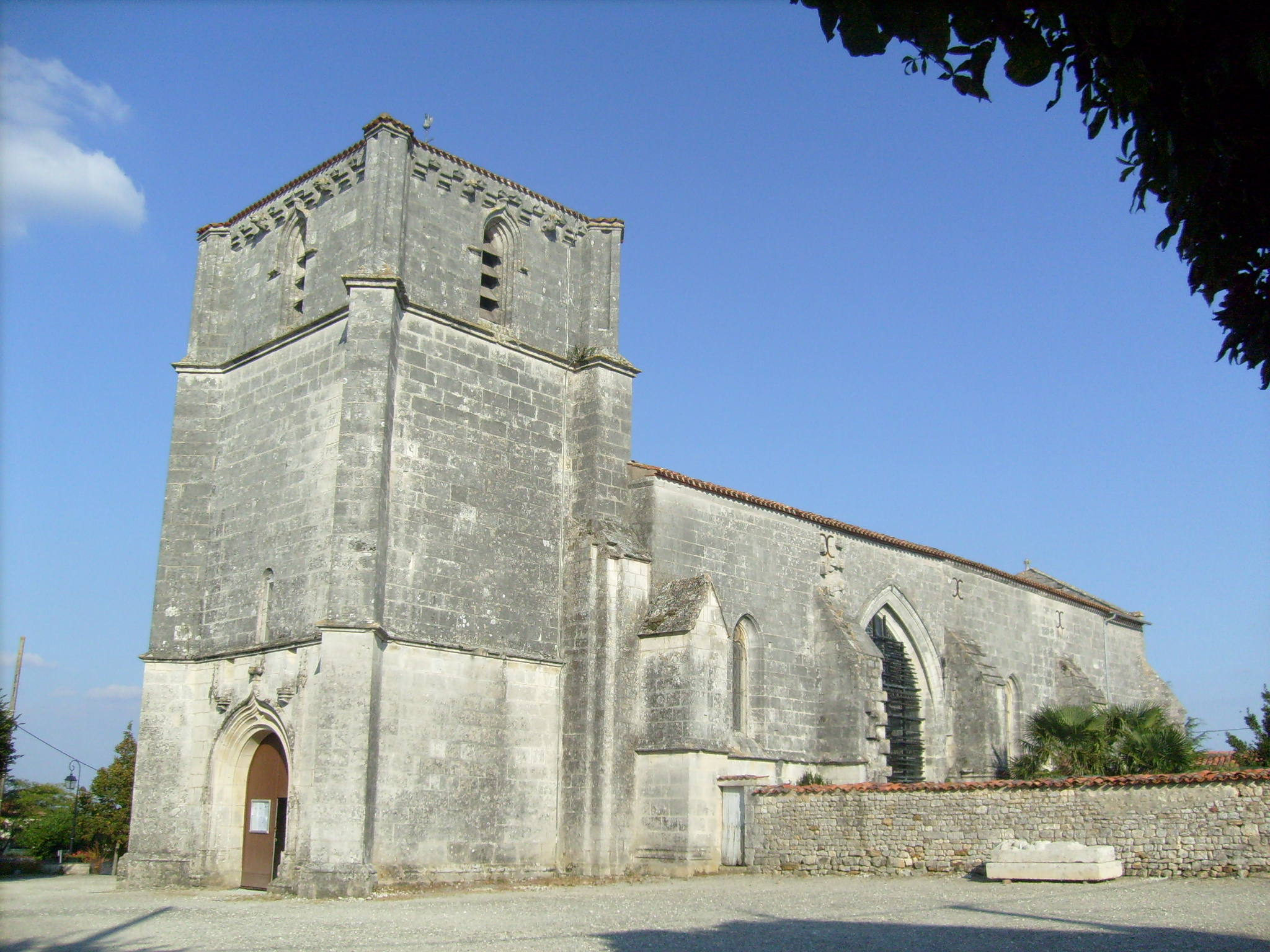
Kirche Saint-Pierre

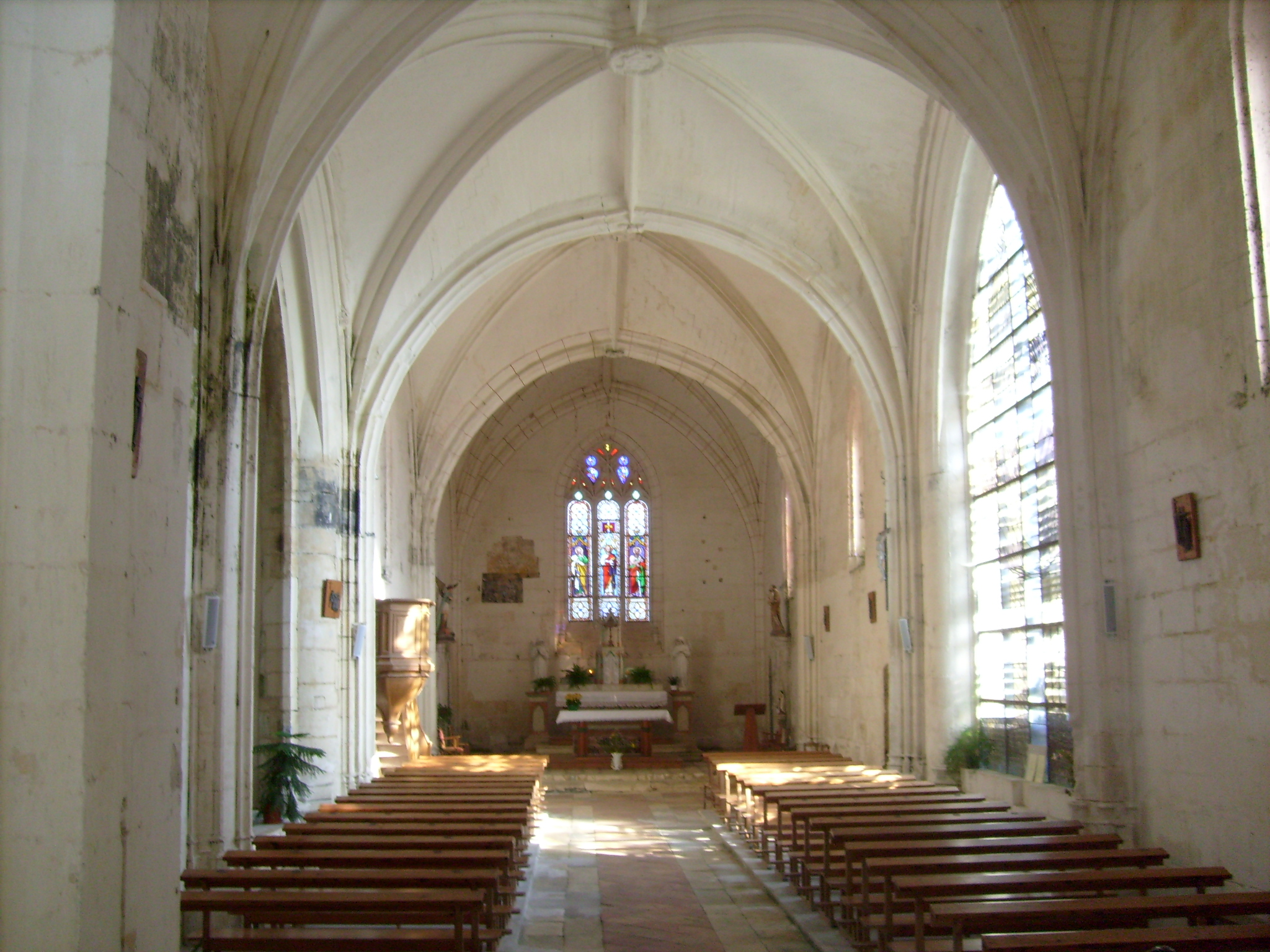
Innenansicht

## Sehenswürdigkeiten
- Obwohl die Pfarrkirche Saint-Pierre in ihrem Erscheinungsbild blockhaft und wehrhaft aussieht, weisen viele Details (Portal, Fenster, Wasserspeier, Rippengewölbe) auf eine Bauzeit in der Zeit der Spätgotik (15./16. Jahrhundert) hin. Ein romanischer Vorgängerbau war wahrscheinlich vorhanden, doch sind keine Baureste identifizierbar. Das Gewände des Westportals bildet – ohne zwischengeschaltete Kapitelle – einen Korbbogen, der sich in den beiden äußeren bzw. oberen Linienführungen zu Kielbögen fortentwickelt. Das einschiffige Innere ist von einem Rippengewölbe bedeckt; einige der Rippen im Vierungsbereich scheinen aus den mächtigen Pfeilern herauszuwachsen – eine typische Konstruktionsweise der Spätgotik. Das dreibahnige Apsisfenster zeigt in seinem Maßwerk Flamboyant-Motive (Fischblasen). Der Kirchenbau ist seit dem Jahre 1931 als Monument historique[1] eingeschrieben.
- Unmittelbar neben der Kirche ist ein Sarkophag mit einer figürlichen Deckplatte (gisant) aufgestellt.
- Östlich des Ortes stehen zwei Wassermühlen (Moulin du Champ und Moulin de Besson).
- In der Umgebung des Ortes gibt es mehrere ober- und unterirdische Kalksteinbrüche (carrières); die gut zu bearbeitenden und dennoch harten Steine wurden vom 16. bis zum 19. Jahrhundert per Schiff (gabares) in alle Welt exportiert.